# Edward Channing
Edward Perkins Channing (Dorchester, 15 giugno 1856 – Cambridge, 7 gennaio 1931) è stato uno storico statunitense.

## Biografia
Nato a Dorchester, nello stato statunitense del Massachusetts, fu il quinto figlio di Ellen Kilshaw Fuller (1820–56), sorella di Margaret Fuller e di William Ellery Channing (1818–1901). Nel 1880 terminò gli studi all'università di Harvard ed ottenne il dottorato in filosofia. Nel 1897 divenne docente in storia ad Harvard
Fu un membro dell'American Academy of Arts and Letters. Il 22 luglio 1886 sposò una parente di Thomas Wentworth Higginson, Alice Thacher, da cui ebbe due figli. La sua opera più rappresentativa fu A History of the United States divisa per anni, il cui sesto volume gli valse nel 1926 il premio Pulitzer per la storia.

## Opere
- A History of the United States Vol 1 1000-1660
- A History of the United States Vol 2 1660- 1760
- A History of the United States Vol 3, 1760–1787
- A History of the United States Vol 4 1787-1815
- A History of the United States Vol 5 1815-1860.
- A History of the United States Vol 6 The War for Southern Independence (1925)
- The Navigation Laws (1890)
- The United States of America, 1765-1865 (1896)